# System zaufania społecznego
System zaufania społecznego (ang. Social Credit System, chiń. 社会信用体系) – krajowy system oceny obywateli, opracowany i wprowadzany przez rząd Chińskiej Republiki Ludowej. Do 2020 roku system miał objąć 1,3 mld Chińczyków.

## Termin
Używany w mediach zachodnich skrót SCS pochodzi od angielskich słów Social Credit System. W języku polskim określenie to tłumaczy się jako: system zaufania społecznego lub system wiarygodności społecznej. Słowo credit, zawarte w określeniu Social Credit System, jest tłumaczeniem chińskiego terminu xinyong (chiń. 信用), które pierwotnie oznaczało bycie godnym zaufania i uczciwym człowiekiem.
W XX wieku termin xinyong powiązano z bankowością i zaczęto go używać do opisywania osób zasługujących na udzielenie kredytu. Obecnie pod terminem xinyong rozumie się zarówno kredyt, jak i zaufanie. 
Karta kredytowa w Chinach określana jest mianem xinyongzheng (chiń. 信用证), co dosłownie oznacza: karta zaufania. 

## Historia wprowadzania systemu
Pierwsze prace nad wprowadzeniem systemu rozpoczęły się najprawdopodobniej w 2009 roku. W 2014 roku Rada Państwa opublikowała zasady chińskiego systemu informacji kredytowej, bazującego na systemie zaufania społecznego. Jedną z przyczyn był brak wiedzy o wiarygodności kredytowej obywateli. Ludowy Bank Chin posiadał informacje kredytowe o 320 mln osób, choć było w nim zarejestrowanych 800 mln obywateli (pozostali nie mieli historii kredytowej). 
W 2015 roku Ministerstwo Bezpieczeństwa Publicznego, wspólnie z firmą Isvision, pracowało nad systemem rozpoznania twarzy obywateli przez kamery przemysłowe. 
W 2015 roku Ludowy Bank Chin rozpoczął prace nad opracowaniem prywatnych systemów oceny kredytowej, których podstawę stanowiły informacje zebrane o obywatelach. To zadanie powierzono ośmiu firmom, w tym spółce należącej do holdingu Alibaba Group. W styczniu 2017 roku uruchomiono wersję pilotażową programu, w której brali udział ochotnicy (kilka milionów osób, w tym mieszkańcy Szanghaju). 
W 2017 roku 6,15 milionom chińskich obywateli zakazano lotów samolotem z uwagi na niską ilość punktów zaufania społecznego. Z tej samej przyczyny w 2017 roku odrzucono 2833 wniosków kredytowych i 210 000 wniosków o wydanie karty kredytowej.
W 2019 roku 2,56 mln obywateli Chin nie mogło zakupić biletów lotniczych, a 90 tysięcy – biletów szybkiej kolei, z uwagi na zbyt małą liczbę punktów w systemie. Od 1 grudnia 2019 roku Chińczycy, chcący zakupić smartfon, musieli wyrazić zgodę na skanowanie twarzy. Skany są przechowywane w bazie Ministerstwa Bezpieczeństwa Publicznego i mają posłużyć programowi rozpoznawania twarzy wszystkich obywateli kraju. Szacuje się, że w ramach projektu Skynet (będącego elementem systemu SCS) zamontowano 20 milionów kamer przemysłowych.
Obecnie system SCS jest tworzony przez instytucje państwowe dzięki wsparciu firm prywatnych, w tym firmy Tencent oraz Sesame Credit, należącej do holdingu Alibaba. W 2019 roku w pilotażowych programach brało udział 6% populacji. Do końca 2020 roku system ma być powszechnie używany w Chińskiej Republice Ludowej.

## Zasady działania
System przyznaje każdemu obywatelowi ustaloną odgórnie liczbę punktów, w przypadku programu pilotażowego było to 1000 punktów. W budowanym od 2015 roku systemie Sezam przyznaje się od 350 do 950 punktów. Obywatel może stracić lub zyskać punkty w zależności od podejmowanych przez niego aktywności.
Zgodnie z założeniami programu punkty przyznaje się między innymi za segregowanie śmieci, płacenie rachunków w terminie, działalność charytatywną. Odejmuje za: wykroczenia, przestępstwa, mandaty, nadmierne używanie gier komputerowych i posiadanie znajomych z niskim rankingiem. Algorytmy systemu SCS decydują o przyznaniu lub odebraniu punktów oraz umożliwieniu obywatelowi korzystania (lub nie) z kredytów, pożyczek, zakupu nieruchomości, wynajmu mieszkań i samochodów, latania samolotem, rezerwacji pokoi w prestiżowych hotelach lub kształcenia w prestiżowych szkołach.
System podzielił obywateli na cztery główne grupy (A, B, C, D). Niektóre aktywności, np. uzyskanie tytułu naukowego lub otrzymanie kredytu, nie są możliwe dla obywateli niższej grupy. Obywatele posiadający najwyższą punktację otrzymują profity, np. zniżki na energię elektryczną oraz pierwszeństwo w przyjęciu do szpitala. Należący do niższych grup nie mogą uzyskać paszportu ani zajmować kierowniczych stanowisk.
Wszystkie dane obywateli, zebrane w ramach projektu, są zgromadzone na rządowych serwerach. Do oceny obywateli używa się również treści opublikowanych przez nich w internecie, w tym w serwisach społecznościowych oraz analizy historii ich aktywności w sieci i dokonywanych przez internet zakupów. Istotnym źródłem danych zasilających system SCS są również kamery przemysłowe, rozpoznające twarze obywateli. Zdaniem portalu Comparitech w 2020 roku w Chinach będzie zamontowanych 2,29 mld kamer przemysłowych (prawie dwie kamery na jednego mieszkańca). W ramach projektu gromadzone są ponadto odciski palców i inne dane biometryczne.

## Kontrowersje i krytyka
System zaufania społecznego jest krytykowany za zbytnią ingerencję w prywatne życie obywateli i ograniczanie ich wolności. Wielokrotnie był tematem debat publicznych.
Mike Pence – wiceprezydent Stanów Zjednoczonych porównał go do systemu orwellowskiego. W styczniu 2019 roku George Soros skrytykował system, zarzucając mu totalną kontrolę obywateli. Na łamach magazynu Forbes system zaufania społecznego porównano do ziszczenia scenariusza przedstawionego w jednym z odcinków serialu „Czarne lustro” (ang. Black Mirror).
Krytycy systemu obawiają się, że zostanie on wykorzystany do dyscyplinowania i podporządkowania obywateli Chin oraz utwierdzenia totalnej władzy partii komunistycznej w Chinach. Poruszają również kwestię bezpieczeństwa obywateli oraz samego faktu istnienia bazy, gromadzącej wszystkie informacje o mieszkańcach Chin na rządowych serwerach. Powyższa baza danych, niewłaściwie zabezpieczona, może stać się groźnym narzędziem w rękach hakerów. Może służyć do zastraszania lub szantażowania ludzi oraz stanowić źródło informacji ułatwiających popełnianie przestępstw.
System zaufania społecznego ma bezpośredni wpływ na gospodarkę, ponieważ w niektórych regionach Chin rozszerzono go na podmioty biznesowe. W Suqian firma nie może przystąpić do przetargu bez okazania zaświadczenia o wiarygodności.